# WDC 65C02

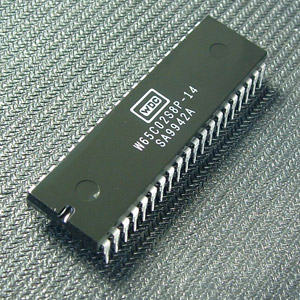
WDC 65C02 microprocesador.

El WDC 65C02 (también llamado 65C02 y W65C02) es un microprocesador de Western Design Center que representa una versión mejorada en tecnología CMOS del microprocesador de 8 bits MOS 6502 (NMOS) realizada por William D. Mensch, Jr del Western Design Center (WDC).
Este rediseño añade algunas prestaciones nuevas:
- Funcionamiento totalmente estático: la frecuencia de reloj se puede disminuir hasta cero
- Bajo consumo propio de CMOS
- Nuevos modos de direccionamiento (Indirecto, bit)
- Nuevas instrucciones
- Cambia el comportamiento de las señales de control durante la ejecución de algunas instrucciones. No direcciona direcciones inválidas
- Mejora el comportamiento de las interrupciones.
- Resuelve el problema con JMP (nnFF), pero a cambio de consumir un ciclo más de reloj.
- Los códigos no utilizados se interpretan como NOP, si bien la actividad del bus es la correspondiente con alguna otra instrucción.

El 65C02 fue licenciado a Rockwell, Synertek, Sanyo, GTE, CMD, NCR, VTI y otros. Las versiones de CMD no incluyen las instrucciones de referencia a bits.
Al igual que el 6502, forma parte de una familia con dispositivos de reloj de una y dos fases y un grupo nuevo con salida de reloj en cuadratura que mejora el tiempo de acceso de las memorias y permite el uso de cuarzos de televisión (baratos).

## Familia 65Cxx
| Tipo    | Memoria | Oscilador | Φ4 | Otras señales                | Encapsulado |
| ------- | ------- | --------- | -- | ---------------------------- | ----------- |
| 65SC02  | 64K     | RC/Xtal   | -  | IRQ NMI Φ1 Φ2 Φo SYNC RDY    | 40 pines    |
| 65SC03  | 4K      | -         | -  | IRQ NMI Φo                   | 28 pines    |
| 65SC04  | 8K      | -         | -  | IRQ Φo                       | 28 pines    |
| 65SC05  | 4K      | -         | -  | IRQ Φo RDY                   | 28 pines    |
| 65SC06  | 4K      | -         | -  | IRQ Φ1 Φ2 Φo                 | 28 pines    |
| 65SC07  | 8K      | -         | -  | RDY Φo                       | 28 pines    |
| 65SC12  | 64K     | RC/Xtal   | -  | IRQ NMI Φ1 Φ2 DBE SYNC RDY   | 40 pines    |
| 65SC13  | 4K      | -         | -  | IRQ NMI Φ1 Φ2                | 28 pines    |
| 65SC14  | 8K      | -         | -  | IRQ Φ1 Φ2                    | 28 pines    |
| 65SC15  | 4K      | -         | -  | IRQ Φ1 Φ2 RDY                | 28 pines    |
| 65SC102 | 64K     | RC/Xtal   | Φ4 | IRQ NMI Φ1 Φo SYNC RDY ML    | 40 pines    |
| 65SC103 | 4K      | -         | Φ4 | IRQ NMI Φo                   | 28 pines    |
| 65SC104 | 8K      | -         | Φ4 | IRQ Φo                       | 28 pines    |
| 65SC105 | 4K      | -         | Φ4 | IRQ Φo RDY                   | 28 pines    |
| 65SC106 | 4K      | -         | Φ4 | IRQ Φ1 Φo                    | 28 pines    |
| 65SC107 | 8K      | -         | Φ4 | RDY Φo                       | 28 pines    |
| 65SC112 | 64K     | RC/Xtal   | -  | IRQ NMI Φ1 Φ2 Φo SYNC RDY ML | 40 pines    |
| 65SC115 | 4K      | -         | -  | IRQ NMI Φ1 Φ2 SYNC RDY ML    | 28 pines    |

- IRQ (Interrupt ReQuest): Petición de interrupción enmascarable.
- NMI (No Maskable Interrupt): Petición de interrupción no enmascarable.
- Φo: Entrada de reloj (Nivel TTL).
- Φ1 Φ2: Entradas o salidas del reloj de dos fases.
- RDY (ReaDY): Prolonga los ciclos de escritura y de lectura.
- SYNC: Señala la búsqueda de un código de operación.
- DBE (Data Bus Enable): Pone el bus de datos en alta impedancia.
- ML (Memory Lock): Indica la ejecución de una instrucción del tipo lee-modifica-escribe. Útil en sistemas multiprocesador.
- Φ4: Salida de reloj en cuadratura. Acceso a memoria avanzado.

## W65C02S
El W65C02S es la versión estática del 65C02. La S indica que tiene un núcleo completamente estático lo que permite que el reloj primario sea ralentizado indefinidamente o totalmente parado en el estado alto o bajo. Esto lo convierte en un microprocesador de propósito general y bajo consumo de 8 bits ( Bus de direcciones y contador de programa de 16 bits y bus de datos y registros de 8 bits). El conjunto de instrucciones de longitud variable y el núcleo optimizado manualmente hacen del W65C02S un candidato ideal para diseños System on a chip (SoC) de bajo consumo.

## Notables usos del 65C02

### Ordenadores domésticos
- Apple IIc versión portable mejorada del Apple II de Apple Computer
- Apple Enhanced IIe de Apple Computer
- BBC Master ordenador doméstico/educativo de Acorn Computers (65SC12 y un 65C102 opcional)
- Replica I de Briel Computers, una réplica del Apple I

### Videoconsolas
- Atari Lynx handheld (65SC02 @ 4 MHz)
- TurboGrafx-16 / PC Engine (HuC6280 @ 1.78 MHz y 7.16 MHz), de NEC
- GameKing consola de mano (6 MHz), de Time Top
- Watara Supervision consola de mano (65SC02 @ 4 MHz)

### Otros productos
- TurboMaster cartucho acelerador para el Commodore 64 (65C02 @ 4.09 MHz)
- Computadora de ajedrez Mephisto MMV (4–20 MHz)